# Santa Maria de les Grades

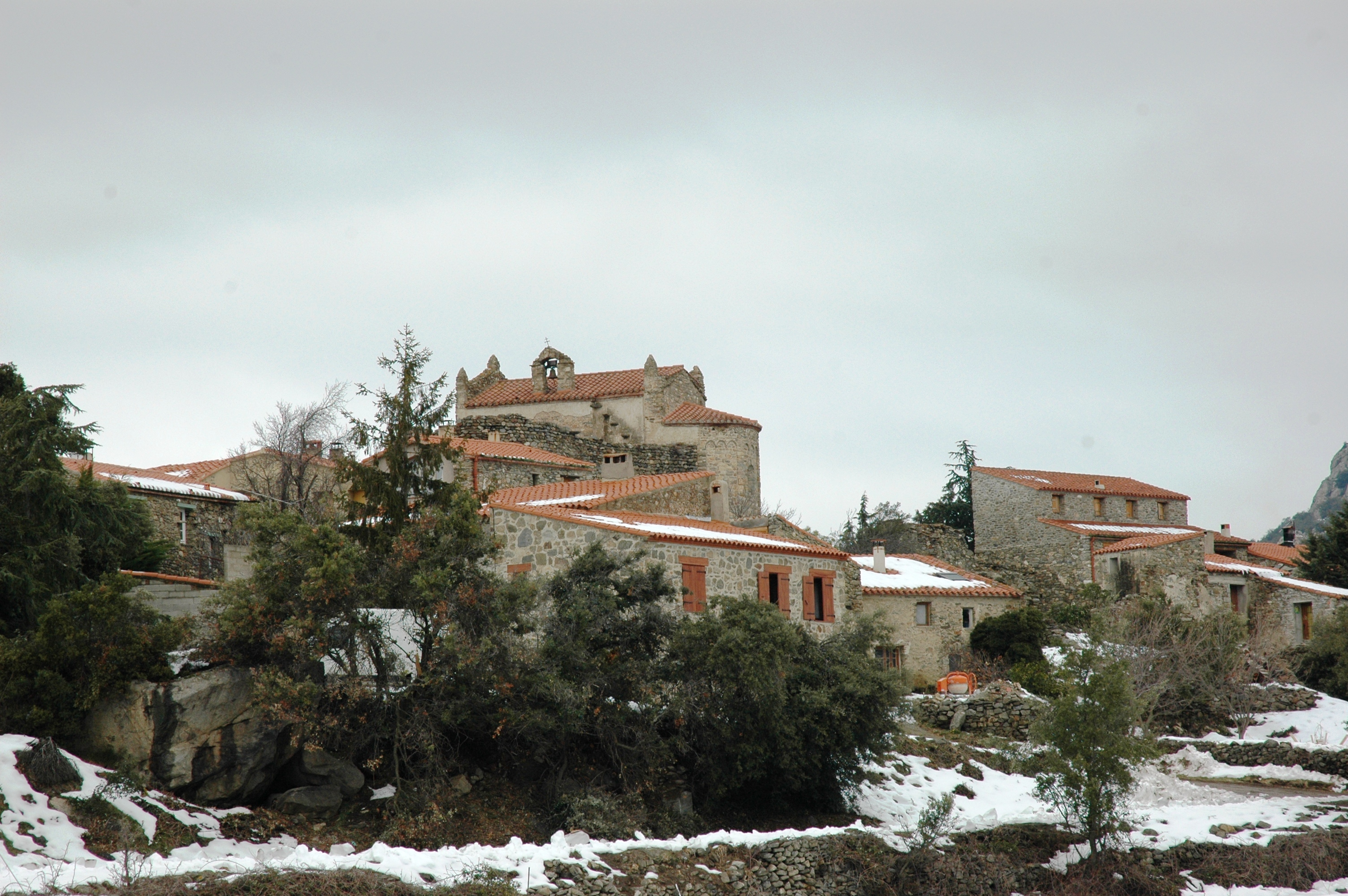
Santa Maria de les Grades, en el poble de Marcèvol

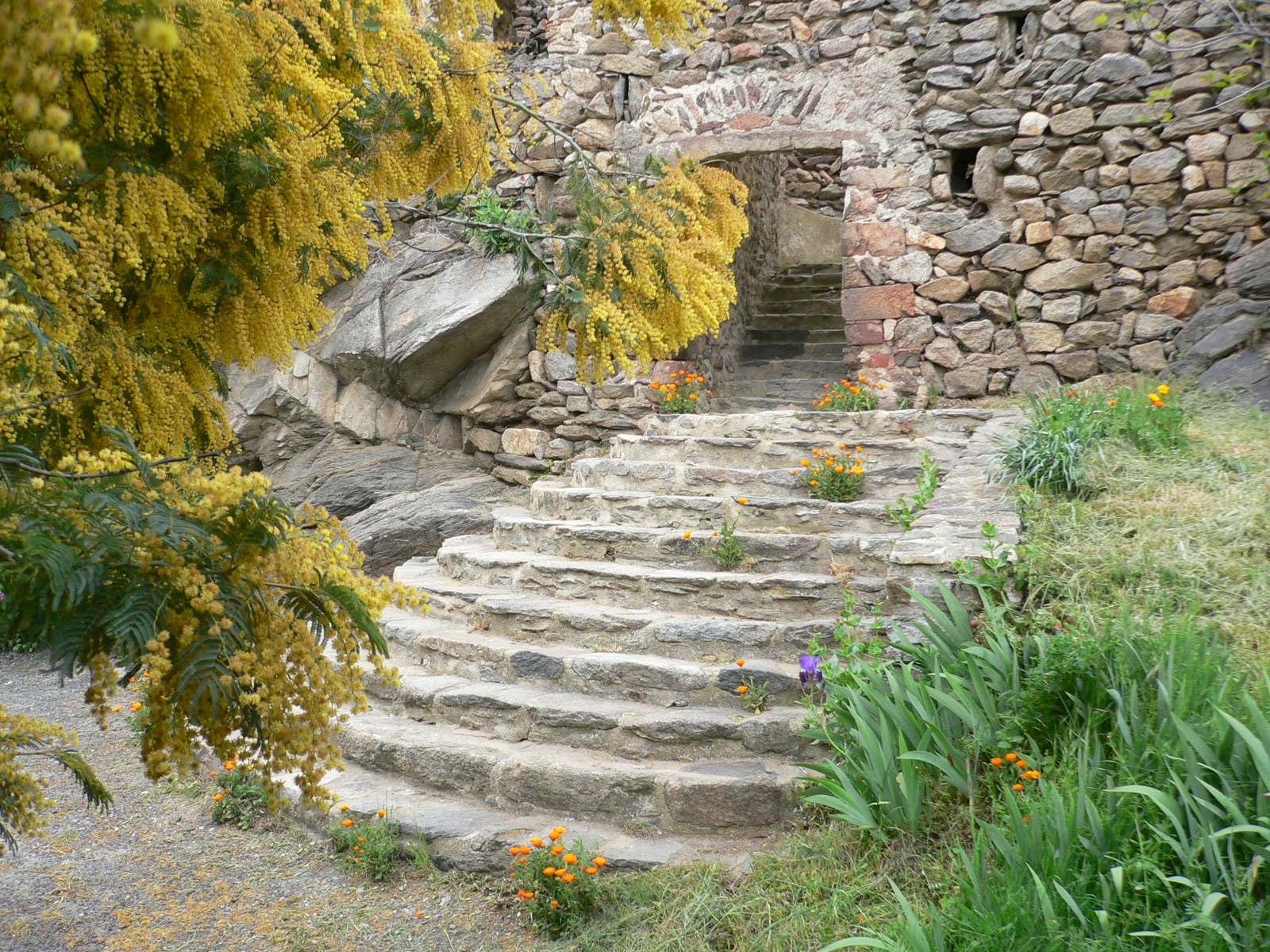
Les grades que justificarien el nom de l'església

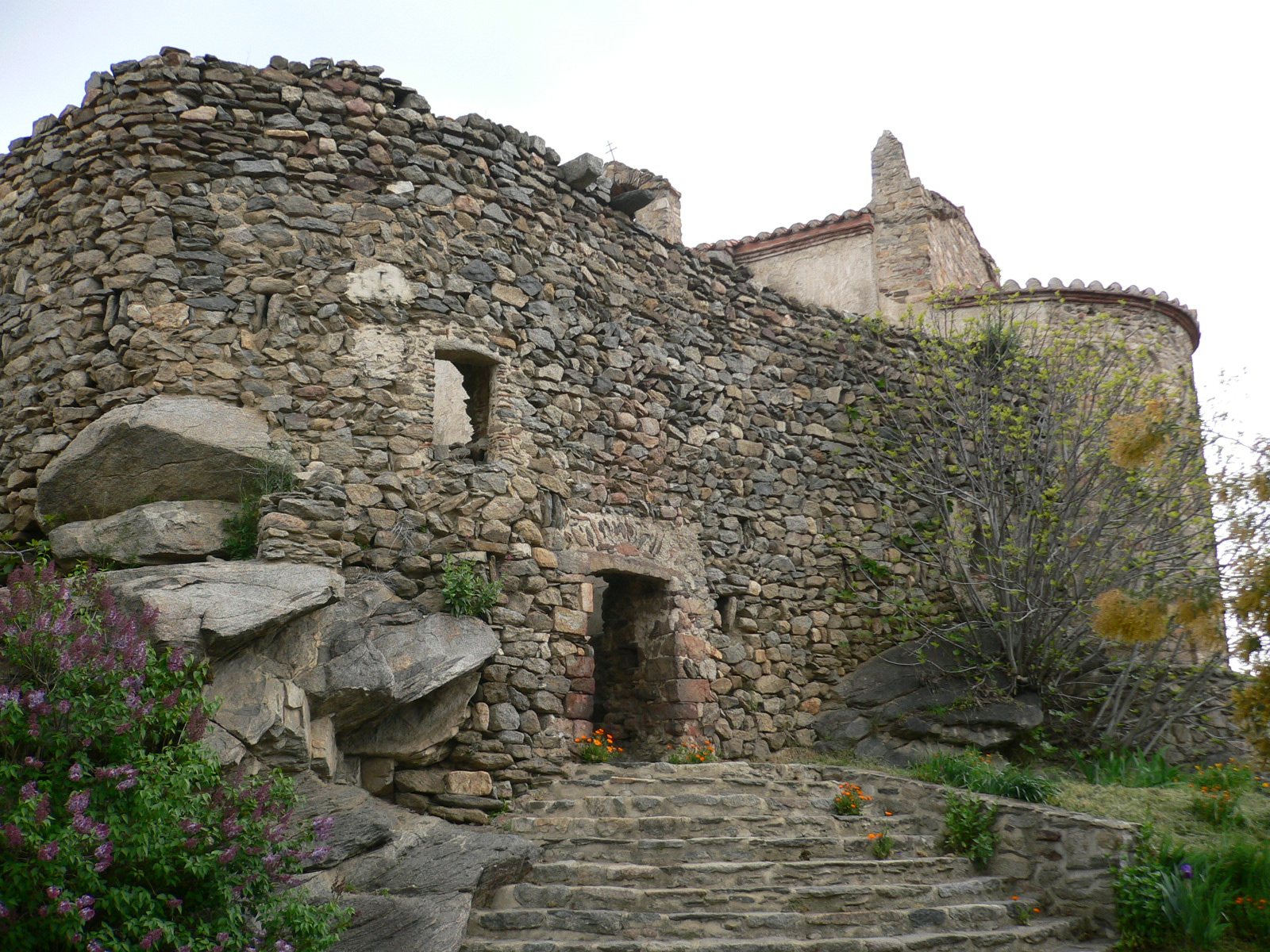
L'església i les restes de fortificació

Santa Maria de les Grades (Notre-Dame des Escaliers o de les Grades en francès) és un santuari romànic i antiga església parroquial del poble de Marcèvol, pertanyent a la comuna nord-catalana d'Arboçols, a la comarca del Conflent.
Està situat en el punt més elevat del poble de Marcèvol. És a uns 200 metres al nord del priorat de Marcèvol. Rebria el motiu de "les Grades" per les escales, o graons, que hi menen.

## Història
Segons el dir local, la devoció per l'església s'hauria originat perquè al lloc hi hauria viscut (i potser hi hauria estat enterrada) la mare de sant Lli, el segon Papa de Roma. Atès que sant Lli morí entre els anys 76 i 79, el record de la seva mare s'hauria mantingut durant molts segles abans que cap església s'edifiqués a l'indret.
L'església actual s'hauria construït a la fi del segle xi, mentre que la fortificació que l'envolta parcialment seria de finals del segle xii o del xiii. En tot cas, l'església apareix esmentada el 1091 (ecclesia Beate Mariae de Marceval) i novament el 1106 i al 1119. L'any 1129, el bisbe d'Elna Pere Bernat va fer donació de l'església de Nostra Senyora de les Grades als canonges regulars del priorat de Marcèvol i, uns anys després, el 1163 s'esmenta Santa Maria com a parròquia (parrochia Sancta Maria de Marcevol).
Santa Maria de les Grades va ser declarat Monument històric de França el 30 de juliol del 1973.

## Arquitectura

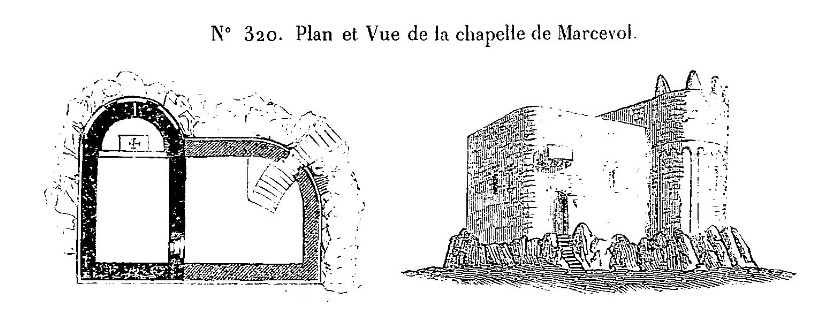
L'església el 1852

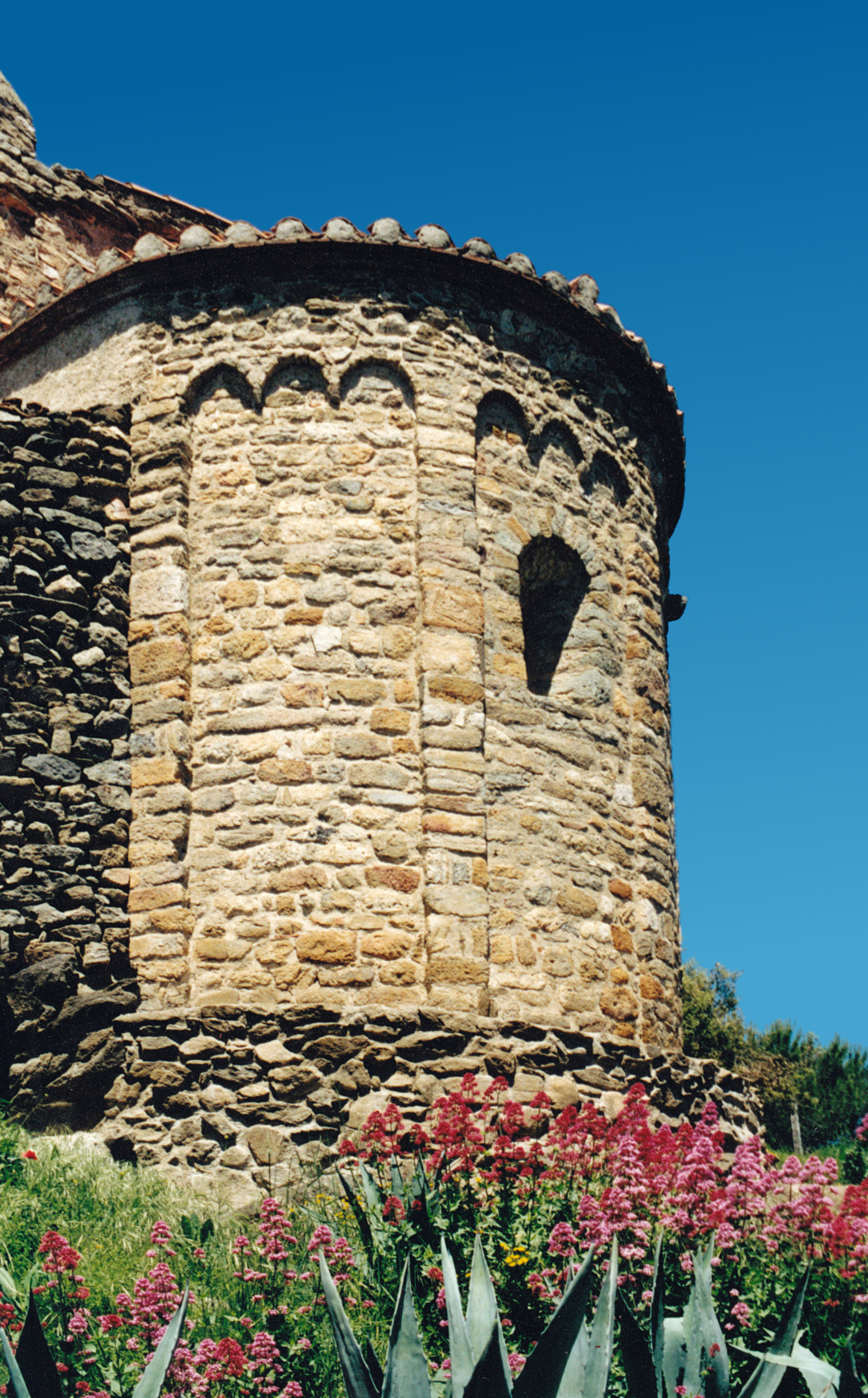
Absis de l'església

La nau és curta, coberta amb volta de canó llisa de mig punt i acabada amb un absis semicircular lleugerament sobrealçat damunt la nau, amb la qual es comunica per un arc de diafragma. Les façanes nord i oest són cegues, sense obertures; la nord té dos contraforts estrets. La porta, seguint el costum, s'obre al mur del migdia, i fou refeta al segle xiv o potser al XV amb un arc apuntat. L'absis està exteriorment decorat per belles bandes llombardes, en cinc espais, cadascun dels quals amb tres arcs cecs, i té una única obertura, coberta per un arc de mig punt, per tal d'il·luminar el presbiteri. L'església està construïda amb carreus, i coberta amb teulada, que té cinc pinacles o merlets, quatre als quatre extrems de la nau i el cinquè en el punt de coincidència de la façana oest i l'aresta de la teulada. Cinc pedres que sobresurten de la façana sud formen una escaleta que permet pujar a la teulada i al campanar d'espadanya d'una sola obertura.
Per accedir a l'església, cal creuar prèviament la fortificació que la protegeix, enganxada a l'absis i als murs de la nau. Al mur, amb espitlleres i una ronda emmerletada que arribava fins a l'església, s'hi obre una porta amb arc de mig punt orientada al sud-est i protegida per un matacà. Els graons semicirculars que permeten arribar-hi, salvant el desnivell on s'alça el mur i l'església, serien les "grades" del nom de l'església.

## Mobiliari
Està decorada amb un gran retaule procedent del priorat de Marcèvol que està presidit per la imatge de la Mare de Déu de les Grades, obra de Jaume Forner (1527). Les pintures, del segle xvi, però repintades posteriorment, presenten a la part superior la Crucifixió i, en la part central, l'Anunciació i la Nativitat. Per dessota, en una nova filera o registre, hi ha les imatges de sant Francesc de Paula, l'Ascensió, la Pentecosta i sant Galderic (patró dels pagesos catalans). A banda i banda del retaule hi ha les escultures de sant Francesc i sant Galderic. La predel·la, o part inferior del retaule, mostra elements escultòrics més moderns, del segle XVII: sant Pere, sant Sebastià, la Crucifixió, sant Andreu i sant Benet.
La marededéu amb l'Infant de Nostra Senyora de les Grades (diferent de la de Forner que figura al retaule de l'altar, més moderna) és considerada com una de les diverses rèpliques (Nostra Senyora del Coral de Prats de Molló, "Mare de Déu de l'Escaleta", de propietat particular a Palau de Cerdanya) de la "Verge del Pessebre" de Sant Miquel de Cuixà, del segle xiii. En fusta de noguera policromada, és de petites dimensions (41,5 x 19 x 18,5 cm). La pintura verda que la cobreix parcialment en taparia una d'anterior, daurada, que al seu torn hauria cobert la policromia original, en argent i un vernís ataronjat, com es pot veure encara en traces al dors de l'escultura. Se l'ha datada com de la segona meitat del segle xiii.